# مجموعة خالية
في الرياضيات، وعلى الأخص في نظرية المجموعات، المجموعة الخالية أو الفئة الخالية (بالإنجليزية: Empty set) هي مجموعة لا تحوي أي عنصر. أي:
{\displaystyle M=\varnothing \Leftrightarrow \forall x:x\not \in M}

## الرموز المستعملة
يعود أصل الرمز المستعمل من أجل الدلالة على المجموعة الفارغة إلى الحرف Ø، المنتمي إلى الأبجدية الدنماركية والنرويجية والفاروية. ولا صلة له بالحرف الإغريقي Φ.

## الخصائص
لكل مجموعة A :
- المجموعة الفارغة هي مجموعة جزئية للمجموعة A.
- اتحاد A مع المجموعة الفارغة هو A.
- تقاطع A مع المجموعة الفارغة هو المجموعة الفارغة.
- المجموعة الجزئية الوحيدة للمجموعة الفارغة هي المجموعة الفارغة نفسها.
- الجداء الديكارتي ل A مع المجموعة الفارغة هو المجموعة الفارغة.
- مجموعة التطبيقات للمجموعة الفارغة في A مفرد وعنصره الوحيد هو التطبيق الفارغ.
- إذا كانت A مجموعة غير فارغة، فإن مجموعة التطبيقات ل A في المجموعة الفارغة هو المجموعة الفارغة.

المجموعة الفارغة منتهية، وعدد عناصرها (card) هو 0.

## معرض الصور

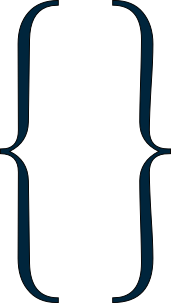
أحد رموز المجموعة الخالية
الحرف يوناني (فاي) رمز للمجموعة الخالية.